# Pružanský rajón
Pružanský rajón (bělorusky Пружанскі раён, ukrajinsky Пружанський район, rusky Пружанский район) je územně-správní jednotkou na severu Brestské oblasti v Bělorusku. Administrativním centrem rajónu je město Pružany (bělorusky i rusky Пружаны).

## Geografie
Rajón zaujímá rozlohu necelých 2 825 km². Hraničí s Kamjaněckým, Bjarozaŭským, Ivacevickým a Kobrynským rajónem v Brestské oblasti, na severu s Slonimským, Vaŭkavyckým, Svislackým a Zelvenským rajónem v Hrodenské oblasti a s Polskem.
Na území rajónu se nachází 245 osad včetně města Pružany a sídel městského typu Ružany a Šarašoŭ. Rajón je rozdělen na 2 obce a 10 selsovětů.
Hlavními řekami jsou Jaselda, Muchavec, Zelvjanka, Ružanka a Naraŭka. K významným jezerům patří Bohan, Vyžar, a Čystaje. Mezi důležité nádrže patří Papěrňa, Huta, Pružanskaje a Rudnickaje. Na území Bělověžského pralesa leží bažina Dziki Nikar.
V západní části rajónu leží národní park „Bělověžský prales“. Na území rajónu se nachází rezervace národního významu, hlavními jsou „Michalinska-bjarozaŭski“, „Ružanský prales“, „Buslaŭka“, bažinná rezervace „Dzikaje“ také rezervace místního významu „Vydranka“ a „Zjalvjanka“.
Přírodním památkám národního významu: Linoŭská jedle a borovice Vějmutava v Pružanském lesním hospodářství. Rajón má ložiska rašeliny.

## Doprava
Rajón provozuje železniční trať Brest — Minsk — Orša a silniční spojení R47: Svislač — Porazava — Pružany, R85: Slonim — Vysokaje, R98: Pjaščatka — Dzmitrаvičy — Kljepačy — Lyskava — Svislač, R101: Pružany — Bjaroza, Ivacevičy — Vaŭkavysk, Kobryn — Pružany.

## Pamětihodnosti
- Ruiny bývalého paláce Sapiehů v obci Ružаny, 17. století

- Synagoga v obci Šarašoŭ, 19. století

- Kostel a klášter z misionářů v obci Lyskаvа, 1763 — 1785

- Lyskаŭský zámek, 15. — 16. století

### Galerie

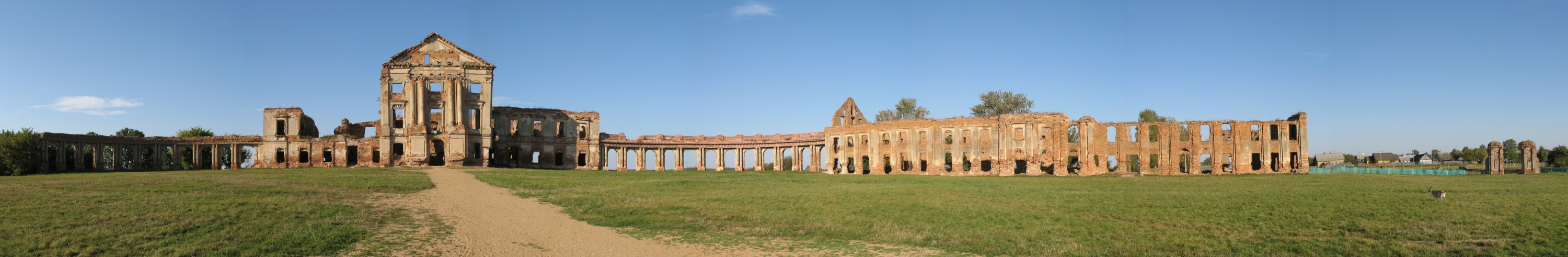
Panoráma palácového komplexu v obci Ružany

## Významní rodáci a obyvatelé

### Rodáci
- Michas Ivanavič Zabejda-Sumicki (Мiхась Iванавiч Забэйда-Сумiцкi, 1900—1981) — zpěvák, s úspěchem vystoupil v italském Miláně, působil v Praze, kde byl také pochován, narodil se v obci Šejpičy (Pružanský rajón)

- Mikola Zasim (Мікола Засім, 1908—1957) — běloruský básník, narodil se v obci Šani (Pružanský rajón)

- Kaetan Krašeŭski (Каэтан Крашэўскі, 1827—1896) — spisovatel, amatérský astronom a majitel knihovny s více než 10 000 svazky (včetně schůzek a jednání Sapiehů), bratr Józefa Ignace Kraszewskiho, narodil se v obci Doŭhaje (Pružanský rajón)

- Ljucyjan Krašeŭski (Люцыян Крашэўскі, Lucjan Kraszewski; 1820—1892) — běloruský a polský umělec, fotograf

- Mikalaj Pružanski „Linoŭski“ (Мікалай Пружанскі (Ліноўскі), 1844—1919) — židovský spisovatel

- Vasil Sjomucha (Васіль Сёмуха, 1936) — překladatel

- Janka Chvorast (Янка Хвораст, 1902—1983) — běloruský tanečník, choreograf a sběratel běloruského folklóru choreografie, narodil se v obci Kacjolki (Pružanský rajón)

### Obyvatelé
- Michal Babroŭski (Міхал Баброўскі, 1785—1848) — běloruský slavista, orientalista, filozof, lékař teologie, člen archeologické akademie asijských společenských věd v Římě, Paříži a Londýně, profesor univerzity ve Vilniusu, s jeho jménem je spojeno otevřením Suprasljeŭského rukopisu, je ohřben v Šarašoŭ

- Paval Babroŭski (Павал Баброўскі, 1832—1905) — historik a etnograf, synovec Michala Babroŭského, jako dítě žil v obci Abrub (Pružanský rajón), absolvent Pružanské šlechtické školy

- Stanislaŭ Žukoŭski (Станіслаў Жукоўскі, Stanisław Żukowski; 1875—1944) — umělec, člen putovní výstavy (od roku 1903) a Svazu ruských umělců (od roku 1907), dětství prožil v obci Staravolja

- Francišak Karpinski (Францішак Карпінскі, Franciszek Karpiński; 1741—1825) — básník a dramatik, jeden ze zakladatelů polského sentimentalismu, mezi roky 1793-1825 si pronajal statek Krasnik a Choraŭščyzna na území Pružanského rajónu

- Michal Fjedaroŭski (Міхал Федароўскі, Michał Federowski; 1853—1923) — sběratel folklóru, zkoumal běloruskou historii a kulturu

- Juzef Ihnacy Krašeŭski (Юзэф Ігнацы Крашэўскі, Józef Ignacy Kraszewski; 1812—1887) — spisovatel, historik, liberární sociální aktivista, akademik na krakovské akademii věd